# Алаїт ульд Аль-Мухтар
Алаїт ульд Аль-Мухтар бен Амар (араб. عليت ولد المختار ولد أعمر ولد اعلي شنظورة; бл. 1750 — 1794/1795) — 9-й емір Трарзи в 1793—1794/1795 роках.

## Життєпис
Походив з арабської династії ульд-ахмед ібн даман. Син еміра Мухтара I. Народився близько 1750 року. Брав участь у походах стрийка Алі II проти клану ульд-даман, еміратів Тагант і Бракна.
1793 року ймовірно повалив свого старшого брата Мухаммада I, захопивши трон. Втім панував лише до кінця 1794 або початку 1795 року, коли його самого повалив брат Амар III.